# Portela do Homem
Portela do Homem (em galego:  Portela do Home) é um passo de montanha sobre a fronteira Espanha-Portugal, na serra do Gerês. Do lado português fica o concelho de Terras de Bouro e do lado espanhol o de Lobios. É também ponto limite do Parque Nacional da Peneda-Gerês.
Situa-se a 822 m de altitude, numa garganta que desce para a Galiza. Este passo de montanha foi atravessado em 1384 pela hoste invasora de João I de Castela, obrigada a retroceder acossada pelos pastores e pelos frades guerrilheiros comandados pelo abade de Santa Maria do Bouro, e a 6 de junho de 1828 pelas tropas liberais sob o comando do futuro marquês de Sá da Bandeira após o fracasso da revolução liberal de 1828.
Esta fronteira, para além de ser a única do distrito de Braga e do Baixo Minho, é a via de entrada entre a Galiza e o coração do Parque Nacional da Peneda-Gerês, no concelho de Terras de Bouro.

Há nessa portela marcos miliários da Via Nova, estrada romana que ligava Bracara Augusta a Astorga, e a 500 m a cascata São Miguel do rio Homem.
No documento 15 do Liber Fidei de 572, a Portela do Homem aparece como uma referência para a delimitação da diocese de Braga.
"Per flumina de Limia usque Limdoso ad illa Portella de Homine..." Pelo rio Lima até Lindoso, e da portela do Homem...